# ファンタジー (岩崎宏美のアルバム)
『ファンタジー』は、岩崎宏美の2枚目のオリジナルアルバム。1976年2月10日発売。発売元は、ビクター音楽産業。規格品番SJX-10122

## 解説
- シングル曲「ファンタジー」「センチメンタル」を含む全10曲を収録し、曲間を糸居五郎と岩崎のDJで繋ぐ構成となっている。2007年に発売された紙ジャケット復刻盤では、ボーナストラックとしてそのDJを抜いたものが併せて収録された。
- 当時、ビクター所属の歌手のレコードには演奏者のクレジットは特に無く、歌手名に「ビクターオーケストラ」と併記するにとどまっていたが、このアルバムにおいてはスタジオミュージシャンの名が記載されているほか、録音期間の表示もされている。しかし、シングル盤「ファンタジー」においては歌手名のみの表記となっている。
- 「愛よ、おやすみ」は香坂みゆきによりカヴァーされている。
- 「グッド・ナイト」はヴァン・マッコイの「グッド・ナイト・ベイビー」からメロディー・コード進行共に大胆な引用が行われた楽曲で、コンサートのアンコールの最後によく歌われた。

## 製作スタッフ
- ディレクター　笹井一臣
- レコーディング・エンジニア　梅津達男
- 作曲・編曲　筒美京平　穂口雄右
- 作詞　阿久悠　ちあき哲也
- ナレーション　糸井五郎　岩崎宏美
- ドラム　田中清司
- ベース　武部秀明
- キーボード＆シンセサイザー　羽田健太郎　栗林稔
- リードギター　水谷公生
- セカンドギター　M.Yajima
- パーカッション　R.Sunada 穴井忠臣
- ブラス・セクション　村岡健（サックス）　羽鳥幸次（トランペット）　E.Asai
- コーラス　ニュー・シンガーズ・スリー
- ストリングス　多グループ
- グラフィック・コンセプト　Nobuo Motegi
- フォトグラフィ　武藤義
- グラフィック・デザイン　Studio KILROY  Kazuhiko Murayama
- レコーディング・スタジオ　ビクター・スタジオ　モウリ・スタジオ
- 録音日　1975年9月1日～1976年1月16日

## 収録曲

### オリジナル盤
- 全作詞: 阿久悠、作曲・編曲: 筒美京平（特記以外）

　Side-A
1. パピヨン
2. キャンパス・ガール
3. ファンタジー
4. 愛よ、おやすみ
  - 作詞:ちあき哲也
5. 感傷的

Side-B
1. おしゃれな感情
  - 作詞: ちあき哲也
2. ひとりぼっちの部屋
  - 作曲・編曲: 穂口雄右
3. グッド・ナイト
  - 作曲・編曲: 穂口雄右
4. 月のしずくで
5. センチメンタル

### CD盤（1991年版）
定番コレクション 2in One「あおぞら + ファンタジー」
- M-1 - 11の作家は項目『あおぞら』を参照のこと。

1. ロマンス
2. はだしの散歩
3. ささやき
4. 私たち
5. 二重唱（デュエット）
6. 空を駆ける恋
7. 愛をこめて
8. 涙のペア・ルック
9. 月見草
10. 美しいあなた
11. この広い空の下
12. パピヨン
13. キャンパス・ガール
14. ファンタジー
15. 愛よ、おやすみ
16. 感傷的
17. おしゃれな感情
18. ひとりぼっちの部屋
19. グッド・ナイト
20. 月のしずくで
21. センチメンタル

### CD盤（2007年版）VICL62268
岩崎宏美オリジナルアルバム　紙ジャケットコレクション　デジタル・リマスター
監修：岩崎宏美
リマスタリング：持田剛史
1. パピヨン
2. キャンパス・ガール
3. ファンタジー
4. 愛よ、おやすみ
5. 感傷的
6. おしゃれな感情
7. ひとりぼっちの部屋
8. グッド・ナイト
9. 月のしずくで
10. センチメンタル
11. パピヨン（オリジナル・バージョン＝DJ抜き）
12. キャンパス・ガール（オリジナル・バージョン＝DJ抜き）
13. ファンタジー（オリジナル・バージョン＝DJ抜き）
14. 愛よ、おやすみ（＊4曲目と同じ）
15. 感傷的（＊５曲目と同じ）
16. おしゃれな感情（オリジナル・バージョン＝DJ抜き）
17. ひとりぼっちの部屋（オリジナル・バージョン＝DJ抜き）
18. グッド・ナイト（＊８曲目と同じ）
19. 月のしずくで（オリジナル・バージョン＝DJ抜き）
20. センチメンタル（オリジナル・バージョン＝DJ抜き）